# Polinom aditiv
În matematică polinoamele aditive sunt un subiect important în teoria algebrică a numerelor⁠(d).

## Definiție
Fie k un corp de numere prime cu caracteristica p. Un polinom P(x) cu coeficienți în k se numește polinom aditiv sau polinom Frobenius dacă
{\displaystyle P(a+b)=P(a)+P(b)\,}
ca polinoame în a și b. Este echivalent să se presupună că această egalitate este valabilă pentru toate a și b într-un corp infinit care conține k, cum ar fi închiderea sa algebrică.
Ocazional, termenul de aditiv absolut este folosit pentru condiția de mai sus, iar aditiv este folosit pentru condiția mai slabă {\displaystyle P(a+b)=P(a)+P(b)} pentru toate a și b din corp. Pentru corpuri infinite condițiile sunt echivalente, dar pentru corpurile finite nu sunt, iar condiția mai slabă este „greșită”, deoarece nu se comportă bine. De exemplu, peste un corp de ordin q orice P multiplu al lui {\displaystyle x^{q}-x} va satisface {\displaystyle P(a+b)=P(a)+P(b)} pentru toate a și b din domeniu, dar de obicei nu vor fi (absolut) aditive.

## Exemple
Polinomul xp este aditiv. Într-adevăr, pentru orice a și b din închiderea algebrică a lui k din binomul lui Newton avem
{\displaystyle (a+b)^{p}=\sum _{n=0}^{p}{p \choose n}a^{n}b^{p-n}.}
Deoarece p este prim, pentru toți n = 1, ... , p−1 coeficientul binomial {\displaystyle \scriptstyle {p \choose n}} este divizibil cu p, ceea ce implică
{\displaystyle (a+b)^{p}\equiv a^{p}+b^{p}\mod p}
ca polinoame în a și b.
Similar, toate polinoamele de forma
{\displaystyle \tau _{p}^{n}(x)=x^{p^{n}}}
sunt aditive, unde n este un număr întreg nenegativ.
Definiția are sens chiar dacă k este un corp de caracteristică 0, dar în acest caz singurele polinoame aditive sunt cele de forma ax pentru unele a din k.

## Inelul polinoamelor aditive
Este relativ ușor de demonstrat că orice combinație liniară⁠(d) de polinoame {\displaystyle \tau _{p}^{n}(x)} cu coeficienți în k este un polinom aditiv. O întrebare interesantă este dacă există și alte polinoame aditive, cu excepția acestor combinații liniare. Răspunsul este că acestea sunt singurele.
Se poate arăta că dacă P(x) și M(x) sunt polinoame aditive, atunci la fel sunt și {\displaystyle P(x)+M(x)} și {\displaystyle P(M(x))}. Acestea implică faptul că polinoamele aditive formează un inel pentru adunarea polinoamelor și compunerea funcțiilor⁠(d). Acest inel este notat
{\displaystyle k\{\tau _{p}\}.}
Acest inel nu este comutativ decât dacă k este corpul {\displaystyle \mathbb {F} _{p}=\mathbf {Z} /p\mathbf {Z} }. Într-adevăr, fir polinoamele aditive ax și xp pentru un coeficient a din k. Pentru ca ele să fie comutative la compunere, trebuie să avem
{\displaystyle (ax)^{p}=ax^{p},}
și prin urmare {\displaystyle a^{p}-a=0.} Acest lucru este fals dacă a nu este o rădăcină a acestei ecuații, adică pentru a în afara {\displaystyle \mathbb {F} _{p}.}

## Teorema fundamentală a polinoamelor aditive
Fie P(x) un polinom cu coeficienți în k și {\displaystyle \{w_{1},\,\dots \,,\,w_{m}\}\subset k} mulțimea rădăcinile sale. Presupunând că rădăcinile lui P(x) sunt distincte (adică P(x) este un polinom separabil), atunci P(x) este aditiv dacă și numai dacă mulțimea {\displaystyle \{w_{1},\,\dots \,,\,w_{m}\}} formează un subgrup.